# لم يعد بشرا (مانغا)
لم يعد بشرا (باليابانية: 人間失格، بالروماجي: Ningen Shikkaku) هي سلسلة مانغا يابانية من تأليف ورسم جونجي إيتو، مقتبسة من رواية لم يعد بشرا من تأليف أوسامو دازاي. نشرت من قبل شوغاكوكان في مجلة بيغ كوميك أوريجنال ‏، منذ 2 مايو عام 2017 حتى 20 أبريل عام 2018، وتم تجمع فصول المانغا في 3 مجلدات تانكوبون.

## القصة
تدور أحداث القصة أوبا يوزو هو رجل مضطرب غير قادر على الكشف عن شخصيته الحقيقية للآخرين، بدلاً من ذلك يحافظ على واجهة من المزاح. تروي المانغا حياة أوبا منذ طفولته المبكرة وحتى أواخر العشرينات من عمره،
على شكل دفاتر "مذكرات" قد تركها. ويلتقي أوبا يوزو بأسامو دازاي مؤلف رواية لم يعد بشرا بنفسه، ويمنحه الإذن برواية قصته في كتابه التالي.

## الفصول
- أوبا يوزو
- تهريج
- إناث بشرية
- أوربان سليزيباغ
- منبوذ
- تسونيكو
- جنة
- عرق بارد
- ضفدع
- فرصة لقاء
- زائر غير متوقع
- المجد الزائل
- مأساوي
- جوانب السلوك البشري
- أعماق الجحيم
- مدهش
- هيروكو
- الجنة والجحيم
- شك
- هوس
- لم يعد بشرا
- اسم حقيقي
- كوميديا
- كل شيء يمر